# Elecciones al Parlamento Europeo de 1996 (Austria)
En las elecciones al Parlamento Europeo de 1996 en Austria, celebradas en junio, se escogió a los 21 representantes de dicho país para la cuarta legislatura del Parlamento Europeo. Tras su reciente incorporación a la Unión Europea, es la primera participación de Austria en unos comicios europeos, celebrados de forma intercalada en medio de una legislatura.

## Resultados
| Datos de participación | Datos de participación | Datos de participación |
| ---------------------- | ---------------------- | ---------------------- |
| Censo electoral        | 5.800.377              | 100%                   |
| Votantes               | 3.928.538              | 67,7                   |
| Abstención             | 1.871.839              | 32,3                   |
| A candidatura          | 3.794.145              |                        |

| ← Elecciones al Parlamento Europeo de 1996 → |           |       |         |
| Partido                                      | Votos     | %     | Escaños |
| Partido Popular de Austria (ÖVP)             | 1.124.921 | 29,65 | 7       |
| Partido Socialdemócrata (SPÖ)                | 1.105.910 | 29,15 | 6       |
| Partido de la Libertad de Austria (FPÖ)      | 1.044.604 | 27,53 | 6       |
| Los Verdes-La Alternativa Verde (GRÜNE)      | 258.250   | 6,81  | 1       |
| Liberales Forum - Heide Schmidt (LIF)        | 161.583   | 4,26  | 1       |
| Die Neutralen - Bürgerinitiative (N)         | 48.600    | 1,28  | 0       |
| Forum Handicap (FH)                          | 32.621    | 0,86  | 0       |
| Partido Comunista de Austria (KPÖ)           | 17.656    | 0,47  | 0       |